# Tigran Gharamian

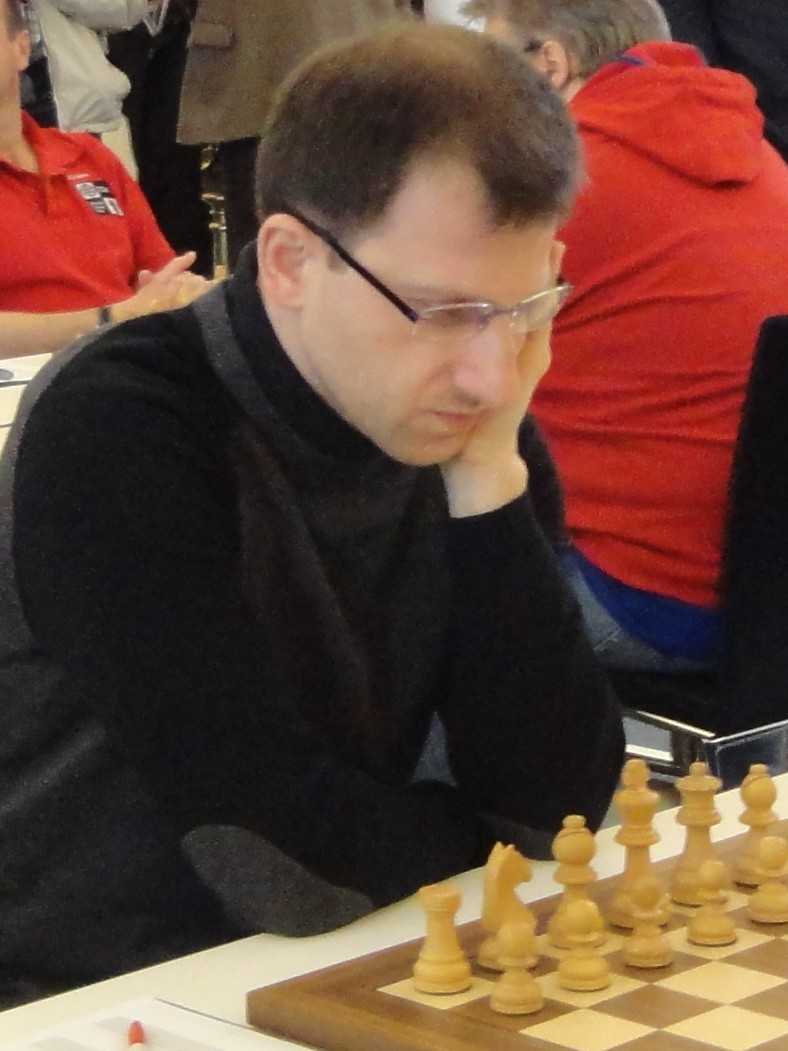
Tigran Gharamian in 2016

Tigran Gharamian (Jerevan, 24 juli 1984) is een Franse schaker, die tot 2004 voor Armenië speelde. Zijn FIDE-rating in 2017 is 2617. Hij is sinds 2009 een grootmeester (GM). 

## Individuele resultaten
- 2007: 1e bij het 31e Open Toernooi in Fourmies[1], winnaar van het TIPC Toernooi in Charleroi[2] en gedeeld 1e-3e bij het 15e Open "Honour To National Resistance" in Nikea (Griekenland).
- 2010: gedeeld 1e–3e met Vadym Malachatko en Deep Sengupta in het 24e Open Pierre and Vacances.[3]
- 2010: gedeeld winnaar van het BPB Limburg Open
- 2011: winnaar van het Vandœuvre-lès-Nancy Open[4] en gedeeld 2e–4e met Alexander Kovchan, Boris Gratsjov en Ante Brkic in het Open Master Toernooi in Biel.[5]
- 2012: gedeeld 1e–5e met  Pendyala Harikrishna, Parimarjan Negi, Tornike Sanikidze en Martyn Kravtsiv in het Cappelle-la-Grande Open.[6]

## Resultaten in schaakteams
Gharamian speelde in 1999 en 2000 voor Armenië in Schaakolympiades voor jeugd.

## Schaakverenigingen
In de Duitse bondscompetitie speelde Gharamian van 2008 tot 2012 voor de SC Remagen, sinds seizoen 2014/15 speelt hij bij SK Schwäbisch Hall. In de Franse competitie speelde hij in seizoen  2003/04 voor Lille Echiquier du Nord, in seizoen 2011/12 voor L'Echiquier Deauvillais, in seizoen 2013/14 voor. Évry Grand Roque en in  2016 voor Nice Alekhine. 

## Externe koppelingen
- (en)   Informatie over schaakpartijen van Tigran Gharamian op ChessGames.com
- (en)   Informatie over schaakpartijen van Tigran Gharamian op 365chess.com
- (en)  FIDE-ratinggegevens voor Tigran Gharamian